# Into the Electric Castle
Into the Electric Castle - A Space Opera is een album van Ayreon uitgebracht door Transmission Records in 1998 en heruitgebracht door InsideOut Music in 2004. Het is een conceptalbum dat het het verhaal vertelt van mensen uit verschillende tijden die samen zijn gebracht. De teksten zijn gebaseerd op sciencefiction. In 2018 volgde nog een remix van het album.

## Verhaal
Acht personen van verschillende tijdlijnen belanden in een wereld, waar tijd en ruimte geen rol spelen. Een vreemde stem geeft hen de opdracht het Elektrische Kasteel te bereiken en van binnenuit te ontdekken. Het verhaal wordt bijeengehouden door een spreker (Peter Daltrey van Kaleidoscope uit de jaren zestig). Er begint een afvalrace door verkeerde beslissingen en weigering. Nadat de zoektocht afgerond is vertrekt ieder van de gasten terug naar hun eigen tijd.

## Personeel
Vocalisten
- Peter Daltrey - "Forever" van de Sterren
- Derek William "Fish" Dick - Hooglander (voor hem reisde Lucassen af naar The Farm, Schotland)
- Sharon den Adel - Indiaanse
- Damian Wilson - Ridder
- Edwin Balogh - Romein
- Anneke van Giersbergen - Egyptenares
- Jay van Feggelen - Barbaar
- Arjen Lucassen - Hippie
- Edward Reekers - Toekomstman
- Robert Westerholt en George Oosthoek - De dood

Instrumentalisten
- Roland Bakker - hammondorgel
- Taco Kooistra - cello
- Arjen Lucassen - elektrische gitaar, akoestische gitaar, basgitaar, minimoog, mellotron en keyboard
- René Merkelbach - synthesizersolo en klavecimbel
- Clive Nolan - synthesizersolo (wilde na dit album vaker samenwerken)
- Ernő Oláh - viool
- Jack Pisters - sitar
- Ton Scherpenzeel - synthesizersolo
- Robby Valentine - piano, synthesizersolo en mellotron
- Thijs van Leer - dwarsfluit
- Ed Warby - drumstel (opgenomen in diens RS29, alwaar ook de mix plaatsvond)

Technici
- Arjen Anthony Lucassen - producent, mixing
- Oscar Holleman - mixing
- John van den Oetelaar - lay-out en beeldverwerking
- Thomas Ewerhard - extra lay-out voor de speciale editie (InsideOut Music)
- Jef Bertels - albumhoes en alle andere beschilderingen
- Peter van 't Riet - mastering
- John Verheijen - scannen

## Tracklist
Arjen Anthony Lucassen schreef met vocalisten Peter Daltrey, Jay van Feggelen, Fish en Anneke van Giersbergen sommige teksten voor hun personages.
| Nr. | Titel | Duur  |
| --- | --- | ----- |
| 1.  | Welcome to the New Dimension                                                                                         | 3:05  |
| 2.  | Isis and Osiris a) "Let the Journey Begin" b) "The Hall of Isis and Osiris" c) "Strange Constellations" d) "Reprise" | 11:11 |
| 3.  | Amazing Flight a) "Amazing Flight In Space" b) "Stardance" c) "Flying Colours"                                       | 10:15 |
| 4.  | Time Beyond Time | 6:05  |
| 5.  | The Decision Tree (We're Alive)                                                                                      | 6:24  |
| 6.  | Tunnel of Light | 4:05  |
| 7.  | Across the Rainbow Bridge                                                                                            | 6:20  |

| Nr. | Titel | Duur |
| --- | --- | ---- |
| 1.  | The Garden of Emotions a) "All in the Garden of Emotions" b) "Voices in the Sky" c) "The Aggression Factor" | 9:40 |
| 2.  | Valley of the Queens                                                                                        | 2:25 |
| 3.  | The Castle Hall                                                                                             | 5:49 |
| 4.  | Tower of Hope                                                                                               | 4:54 |
| 5.  | Cosmic Fusion a) "I Soar on the Breeze" b) "Death's Grunt" c) "The Passing of an Eagle"                     | 7:27 |
| 6.  | The Mirror Maze a) "Inside the Mirror Maze" b) "Through the Mirror"                                         | 6:34 |
| 7.  | Evil Devolution                                                                                             | 6:31 |
| 8.  | The Two Gates                                                                                               | 6:28 |
| 9.  | Forever of the Stars                                                                                        | 2:02 |
| 10. | Another Time, Another Space                                                                                 | 5:20 |

## 2022
In 2022 keek Lucassen samen met Arjen Deelen van IO Pages terug op het album in het kader van de rubriek Het monument. Lucassen stelde dat er het met dit album erop of eronder zou zijn. Zijn eerste boreling The Final Experiment had als meevaller goed verkocht; het tweede Actual Fantasy verkocht in zijn eigen ogen slecht; Lucassen sprak van een flop. Zodoende koos hij weer voor de opzet van The Final Experiment. Dit album trok betere gastmusici aan en ook het platenlabel zag meer in die opzet. Het werd allemaal gebaseerd op een fantasy/sciencefictionvehaal, waarbij Lucassen voor elk karakter een andere gastmusicus kon inschakelen, die op hun beurt bijna allemaal naar Waalwijk trokken voor de geluidsstudio van Lucassen. Van Giersbergen pruttelde daarbij met The Gathering wat tegen, maar Lucassen wist haar toch wel over te halen. Steven Wilson, Donovan (!), Kate Bush, Paul McCartney, Robert Plant en David Gilmour bleven weigeren of reageerden niet (Lucassen ging daarbij uit van het standpunt Nee, heb je). Tijdens het album schakelt Lucassen van het ene naar het andere genre, wel binnen de genres progressieve rock en metal, maar er zijn zware melodieën tegenover engelachtige zang en ook een klassiek aandoend arrangement van Thijs van Leer. Het geheel werd verpakt in een platenhoes en tekeningen van Jef Bertels, daarbij omschreven als de “” grimmige” Anton Pieck; Lucassen en Bertels zouden vanaf dan meer samen werken. Het album stond zeven weken in de Nederlandse albumlijst met 49 als hoogste notering. 
Rond 2018 werd er door Mascot bekeken of er een versie op langspeelplaat kon worden uitgebracht. Daarvoor werd een andere mix gebruikt dan voor de eerdere versies. Die nieuwe versie vanaf de mastertapes konden weer gebruikt worden voor een nieuwe albumversie en ook een 5.1 mix. Ten tijde van het uitbrengen van het oorspronkelijke album zag Lucassen geen mogelijk het album op de planken te brengen. Het zou te duur en bewerkelijk worden en met minder genoegen nemen wilde hij niet. Pas in 2019 kwamen er vier concerten in 013, nadat eerder Ayreon had “geoefend” met andere albums op het podium. Volgens IO Pages trokken 12.000 fans naar die concerten toe.